# Kearny (Arizona)
Kearny is een plaats (town) in de Amerikaanse staat Arizona, en valt bestuurlijk gezien onder Pinal County.

## Demografie
Bij de volkstelling in 2000 werd het aantal inwoners vastgesteld op 2249.
In 2006 is het aantal inwoners door het United States Census Bureau geschat op 2896, een stijging van 647 (28,8%).

## Geografie
Volgens het United States Census Bureau beslaat de plaats een oppervlakte van
7,2 km², geheel bestaande uit land. Kearny ligt op ongeveer 558 m boven zeeniveau.

## Plaatsen in de nabije omgeving
De onderstaande figuur toont nabijgelegen plaatsen in een straal van 40 km rond Kearny.